# Trillium chloropetalum
Trillium chloropetalum là một loài thực vật có hoa trong họ Melanthiaceae. Loài này được (Torr.) Howell miêu tả khoa học đầu tiên năm 1902.